# Croagh Patrick
Croagh Patrick (764  m n. m) je hora na západním pobřeží Irska nad zálivem Clew Bay, zhruba 8 km vzdušnou čarou směrem na západ od města Westport v hrabství Mayo. Vrchol hory, na němž stojí malá kaple, je významné poutní místo. Croagh Patrick figuruje na seznamu chráněných oblastí přírodního dědictví (Nature Heritage Areas) v hrabství Mayo pod číslem 483.

## Popis
Croagh Patrick je třetí nejvyšší horou na území hrabství Mayo - po vrcholu Mweelrea (814 m n. m.), který je nejvyšší horou nejen hrabství, ale i provincie Connacht, a hoře Nephin (806 m n. m.).
Masív Croagh Patricku je přibližně 10 -11 km dlouhý a 5 km široký. Zejména severní svah pod hlavním vrcholem je velmi strmý. Povrch tvoří vesměs jen tráva a kameny. Na severním úpatí hory jsou pole, louky malé listnaté lesíky do výšky 100 m n. m., na jižních svazích až do 250 m n. m. Na jižním úbočí směrem k jezeru Nacorra rostou jehličnaté lesy až do výšky 200 m n. m. Ze severního svahu hory stéká mnoho potoků a říček přímo do Atlantského oceánu. Nejkratší vzdálenost z vrcholu hory k mořskému pobřeží činí 3 km.
V 80. letech 20. století byly ve zdejších horninách zjištěny velké zásoby zlata (12 křemenných žil s odhadovanými zásobami cca 700 000 tun rudy), které se však pro velký odpor ochránců přírody nezačalo těžit.

## Poutní místo

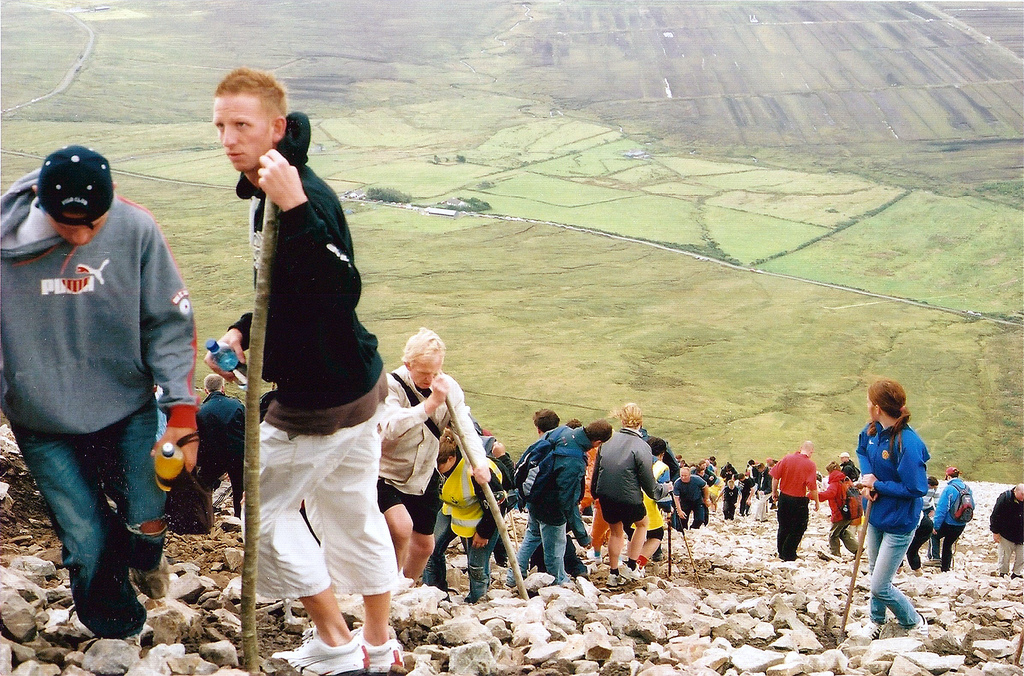
Poutníci při výstupu na Croagh Patrick

Traduje se, že v roce 441 vystoupil na vrchol hory svatý Patrik a 40 dní se zde postil. Od této legendy se odvozuje historie místních poutí.  Croagh Patrick však byl posvátným a uctívaným místem již v předkřesťanských dobách, pravděpodobně až 3000 let př. n. l., jak dosvědčily i některé nálezy během archeologického průzkumu, zahájeného v roce 1994. V minulosti se hromadné výstupy na vrchol konaly o letním slunovratu, v moderní době sem stoupají tisíce lidí (až 50 000 poutníků) poslední červencovou neděli (tzv. "Reek Sunday") v rámci poutě, spojené s odkazem svatého Patrika.

## Kaple
Kaple na vrcholu, v níž se v den konání poutě slouží mše, byla postavena 20. července 1905. Kaple je běžně otevřena jen o svátcích, jen v roce 2005 byla na oslavu 100. výročí jejího postavení otevřena v létě každý den.

## Dostupnost
Nejkratší cesta do sedla mezi východním vrcholem Croagh Patrick East Top (541 m n. m.) a hlavním vrcholem vede z odbočky poblíž zřícenin augustiniánského kláštera ve vsi Murrisk na pobřeží zálivu Clew Bay. Poutní cesta je mnohem delší a trvá zpravidla dva dny. Pouť začíná v Ballyntonberském opatství a první den bývá ukončen ve vsi Aghagower, odkud se poutníci vracejí na noc do Westportu. Druhý den pak cesta pokračuje po jižním svahu až do sedla a odtud na vrchol. Pro individuální turistiku jsou nejpříhodnější letní měsíce červenec a srpen, kdy bývá nejlepší viditelnost. Přesto je nezbytné se na výstup vybavit oblečením, schopným odolat prudkému dešti, který v tomto kraji není žádnou výjimkou.

## Galerie

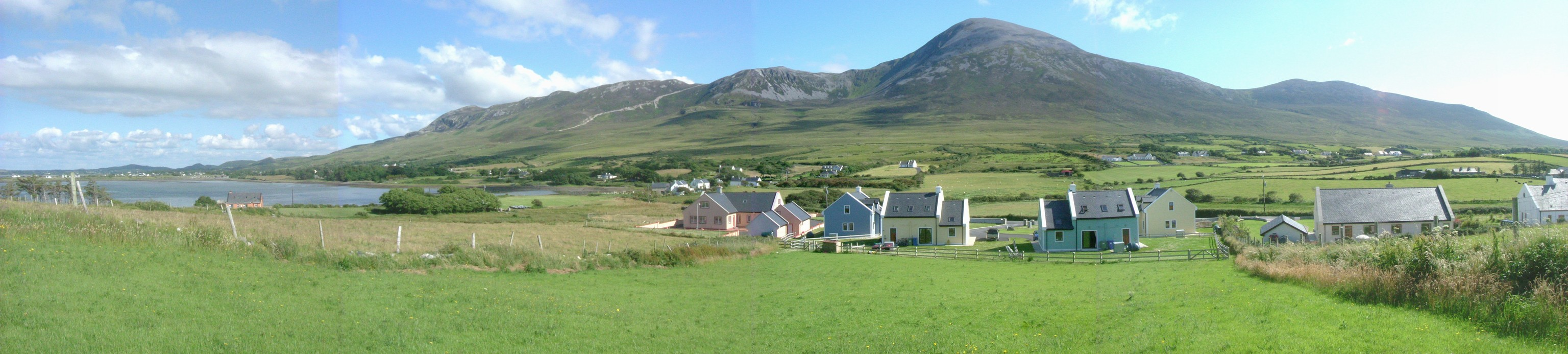
Panorama jižního svahu

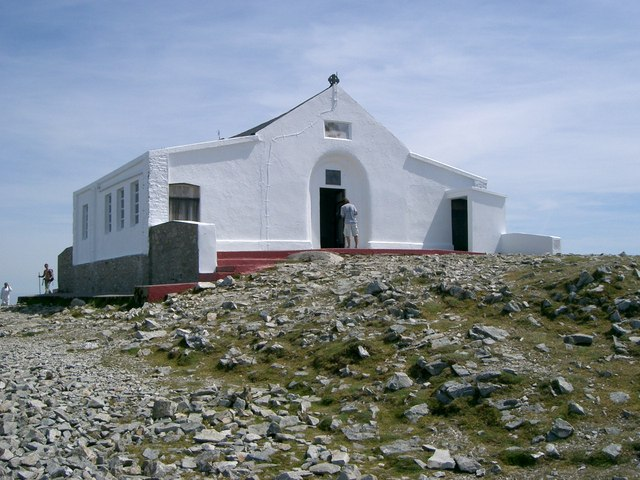
Kaple na vrcholu Croagh Patrick
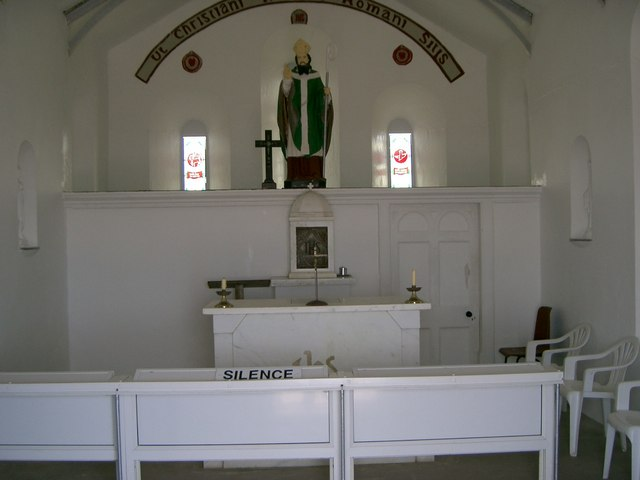
Interiér kaple
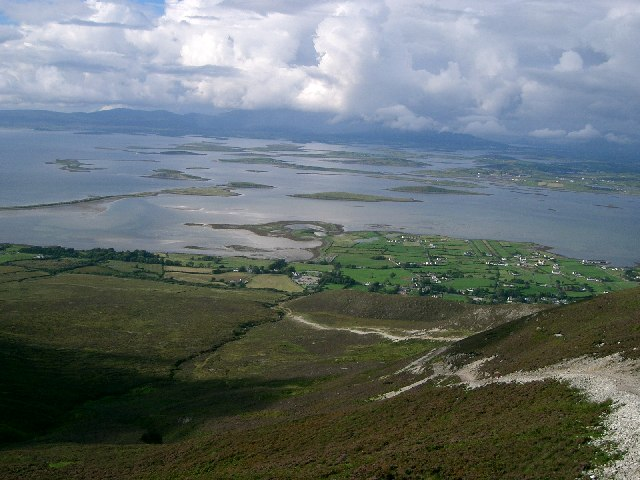
Pohled na Clew Bay
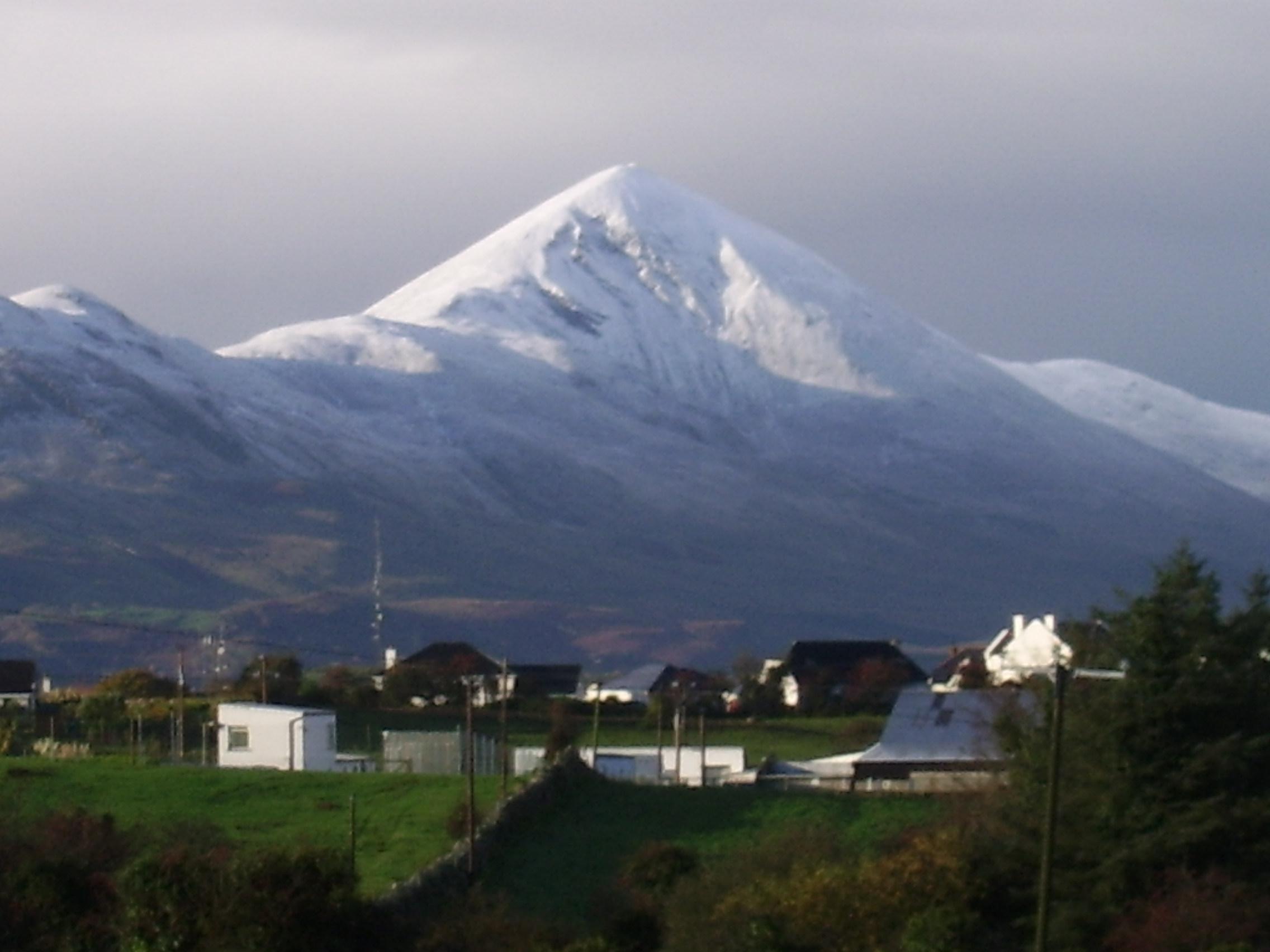
Zasněžený vrchol Croagh Patricku
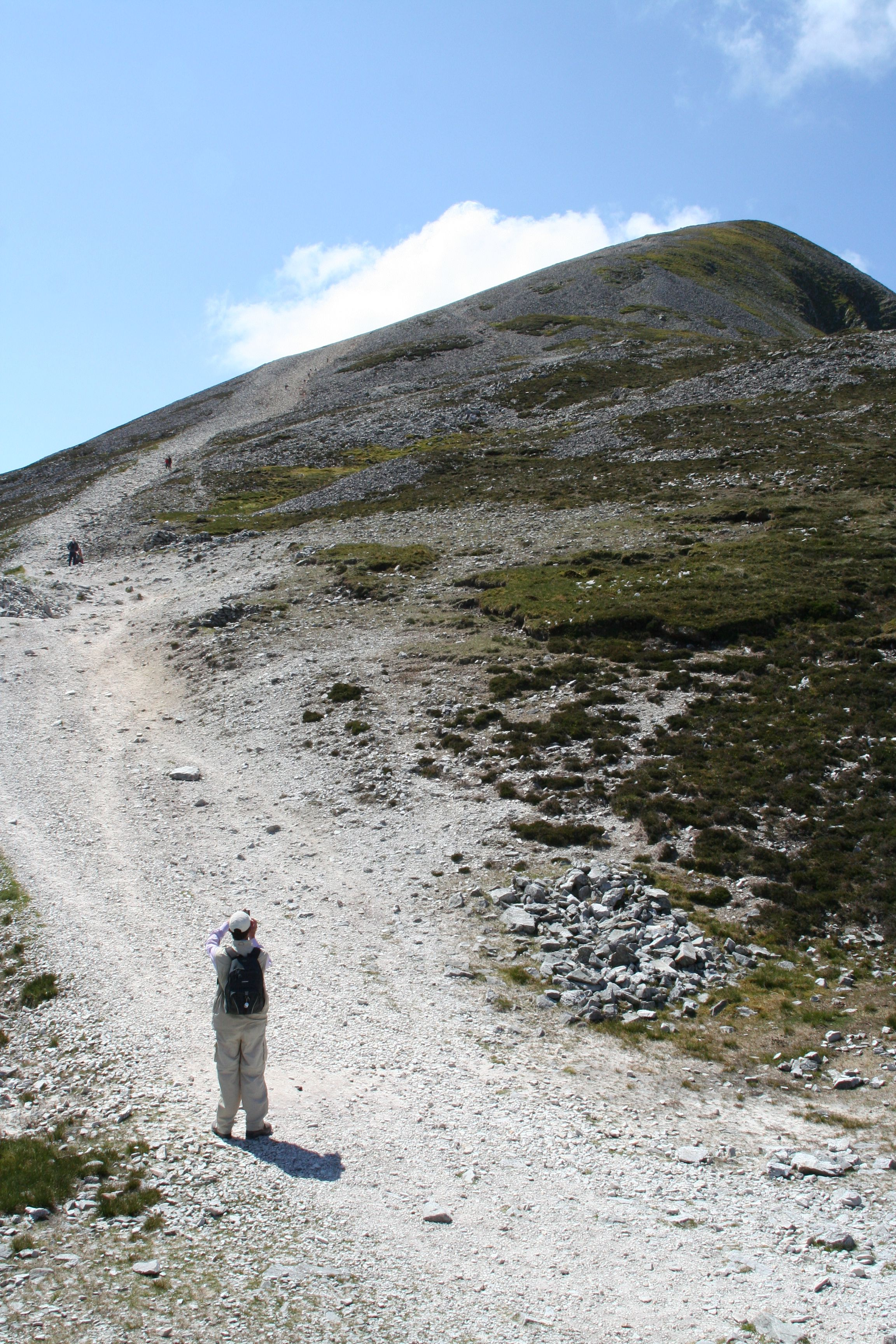
Cesta na vrchol